# San Ginesio
San Ginesio – miejscowość i gmina we Włoszech, w regionie Marche, w prowincji Macerata.
Według danych na rok 2004 gminę zamieszkiwało 3797 osób, 49,3 os./km².